# Chloroclystis actephilae
Chloroclystis actephilae är en fjärilsart som beskrevs av Louis Beethoven Prout 1958. Chloroclystis actephilae ingår i släktet Chloroclystis och familjen mätare. Inga underarter finns listade i Catalogue of Life.